# Derolus
Derolus es un género de escarabajos longicornios.

## Especies
- Derolus abaii
- Derolus abyssinicus
- Derolus anteaureus
- Derolus arciferus
- Derolus argentesignatus
- Derolus argenteus
- Derolus argentifer
- Derolus arnoldius
- Derolus asiricus
- Derolus aureus
- Derolus basilewskyi
- Derolus blaisei
- Derolus brevicornis
- Derolus brunneipennis
- Derolus bulbicornis
- Derolus camerunensis
- Derolus cinctus
- Derolus coomani
- Derolus dilatatus
- Derolus discicollis
- Derolus duffyi
- Derolus femorellus
- Derolus fulgens
- Derolus fulvus
- Derolus gabunensis
- Derolus garnieri
- Derolus globulartus
- Derolus griseonotatus
- Derolus gyllenhalii
- Derolus hoelzeli
- Derolus incultus
- Derolus iranensis
- Derolus ivorensis
- Derolus janae
- Derolus kraatzi
- Derolus laticollis
- Derolus lepautei
- Derolus martini
- Derolus mauritanicus
- Derolus pakistanus
- Derolus pallidus
- Derolus perroudi
- Derolus pexus
- Derolus pseudomalaisei
- Derolus puchneri
- Derolus ruandae
- Derolus rufimembris
- Derolus rufipes
- Derolus sericeomaculatus
- Derolus somalicus
- Derolus spurius
- Derolus subaureus
- Derolus subdilatatus
- Derolus sudrei
- Derolus sulcatus
- Derolus testaceus
- Derolus thesigeri
- Derolus vastus
- Derolus volvulus
- Derolus werneri